# Tour du Danemark 2000
Le Tour du Danemark 2000 est la 10e édition de cette course cycliste sur route masculine. La compétition a lieu du 1er au 5 août 2006 au Danemark. Tracée entre Ringkøbing et Frederiksberg, l'épreuve est composée d'un total de six étapes en ligne dont un contre-la-montre .
La victoire au général revient au Danois Rolf Sørensen (Rabobank), qui s'impose devant l'Allemand Andreas Klöden (Deutsche Telekom) et le Français Stéphane Barthe (AG2R Prévoyance). Le classement par points est remporté par l'Italien Marco Zanotti (Liquigas-Pata) et le classement de la montagne par son compatriote Luca Paolini (Mapei-Quick Step). Klöden obtient le maillot du meilleur jeune, tandis que l'équipe néerlandaise Farm Frites s'assure la victoire au classement par équipes.

## Présentation

### Équipes
| Groupes sportifs I (8)- Rabobank - AG2R Prévoyance - Farm Frites - Mapei-Quick Step - Cofidis-Le Crédit par Téléphone - Deutsche Telekom - Memory Card-Jack & Jones - Liquigas-Pata Groupes sportifs II (6)- Linda McCartney Cycling Team - Fakta - Gerolsteiner - Vlaanderen - Mat Ceresit CCC - Phonak Hearing Systems Groupe sportif III- Horsens Équipe nationale- Danemark |
| |

## Étapes
| Étape      | Date   | Villes étapes               | type                        | Distance (km) | Vainqueur d'étape | Leader du classement général |
| ---------- | ------ | --------------------------- | --------------------------- | ------------- | ----------------- | ---------------------------- |
| 1re étape  | 1 août | Ringkøbing – Viborg         | étape de plaine             | 215           | Denis Zanette     | Denis Zanette                |
| 2e étape   | 2 août | Ikast – Horsens             | étape de plaine             | 185           | Lars Michaelsen   | Lennie Kristensen            |
| 3e étape   | 3 août | Skanderborg – Fåborg        | étape de plaine             | 185           | Geert Van Bondt   | Rolf Sørensen                |
| 4e a étape | 4 août | Lolland – Nakskov           | étape de plaine             | 120           | Marco Zanotti     | Rolf Sørensen                |
| 4e b étape | 4 août | Nysted – Nykøbing Falster   | contre-la-montre individuel | 17            | Artūras Kasputis  | Rolf Sørensen                |
| 5e étape   | 5 août | Vordingborg – Frederiksberg | étape de plaine             | 179,3         | Jaan Kirsipuu     | Rolf Sørensen                |

## Déroulement de la course

### 1reétape
La première étape s'est déroulée le 1er août 2006 entre la ville de Ringkøbing et celle de Viborg, sur une distance de 215 km. Elle a été remportée par l'Italien Denis Zanette (Liquigas-Pata) qui s'impose quelques secondes devant le Danois Lennie Kristensen (Fakta) et le Suèdois Glenn Magnusson (Farm Frites). Zanette s'empare également du maillot jaune de leader du classement général.
| \| Classement de l'étape \| Classement de l'étape \| Classement de l'étape \| Classement de l'étape \| Classement de l'étape \| \| Coureur \| Coureur \| Pays \| Équipe \| Temps \| \| --------------------- \| --------------------- \| --------------------- \| ------------------------------- \| --------------------- \| \| 1er \| Denis Zanette \| Italie \| Liquigas-Pata \| 5 h 07 min 24 s \| \| 2e \| Lennie Kristensen \| Danemark \| Fakta \| + 9 s \| \| 3e \| Glenn Magnusson \| Suède \| Farm Frites \| + 13 s \| \| 4e \| Davide Rebellin \| Italie \| Liquigas-Pata \| + 19 s \| \| 5e \| Peter Van Petegem \| Belgique \| Farm Frites \| + 19 s \| \| 6e \| Janek Tombak \| Estonie \| Cofidis-Le Crédit par Téléphone \| + 19 s \| \| 7e \| Bo Hamburger \| Danemark \| Memory Card-Jack & Jones \| + 19 s \| \| 8e \| Olaf Pollack \| Allemagne \| Gerolsteiner \| + 21 s \| \| 9e \| Maximilian Sciandri \| Royaume-Uni \| Linda McCartney Cycling Team \| + 21 s \| \| 10e \| Stephan Schreck \| Allemagne \| Deutsche Telekom \| + 22 s \| |                     |             |                                 |                 |
| |                     |             |                                 |                 |
| |                     |             |                                 |                 |
| Classement de l'étape |                     |             |                                 |                 |
| Coureur | Coureur             | Pays        | Équipe                          | Temps           |
| 1er | Denis Zanette       | Italie      | Liquigas-Pata                   | 5 h 07 min 24 s |
| 2e | Lennie Kristensen   | Danemark    | Fakta                           | + 9 s           |
| 3e | Glenn Magnusson     | Suède       | Farm Frites                     | + 13 s          |
| 4e | Davide Rebellin     | Italie      | Liquigas-Pata                   | + 19 s          |
| 5e | Peter Van Petegem   | Belgique    | Farm Frites                     | + 19 s          |
| 6e | Janek Tombak        | Estonie     | Cofidis-Le Crédit par Téléphone | + 19 s          |
| 7e | Bo Hamburger        | Danemark    | Memory Card-Jack & Jones        | + 19 s          |
| 8e | Olaf Pollack        | Allemagne   | Gerolsteiner                    | + 21 s          |
| 9e | Maximilian Sciandri | Royaume-Uni | Linda McCartney Cycling Team    | + 21 s          |
| 10e | Stephan Schreck     | Allemagne   | Deutsche Telekom                | + 22 s          |

| \| Classement général \| Classement général \| Classement général \| Classement général \| Classement général \| \| Coureur \| Coureur \| Pays \| Équipe \| Temps \| \| ------------------ \| ------------------- \| ------------------ \| ------------------------------- \| ------------------ \| \| 1er \| Denis Zanette \| Italie \| Liquigas-Pata \| 5 h 07 min 24 s \| \| 2e \| Lennie Kristensen \| Danemark \| Fakta \| + 9 s \| \| 3e \| Glenn Magnusson \| Suède \| Farm Frites \| + 13 s \| \| 4e \| Davide Rebellin \| Italie \| Liquigas-Pata \| + 19 s \| \| 5e \| Peter Van Petegem \| Belgique \| Farm Frites \| + 19 s \| \| 6e \| Janek Tombak \| Estonie \| Cofidis-Le Crédit par Téléphone \| + 19 s \| \| 7e \| Bo Hamburger \| Danemark \| Memory Card-Jack & Jones \| + 19 s \| \| 8e \| Olaf Pollack \| Allemagne \| Gerolsteiner \| + 21 s \| \| 9e \| Maximilian Sciandri \| Royaume-Uni \| Linda McCartney Cycling Team \| + 21 s \| \| 10e \| Stephan Schreck \| Allemagne \| Deutsche Telekom \| + 22 s \| |                     |             |                                 |                 |
| |                     |             |                                 |                 |
| |                     |             |                                 |                 |
| Classement général |                     |             |                                 |                 |
| Coureur | Coureur             | Pays        | Équipe                          | Temps           |
| 1er | Denis Zanette       | Italie      | Liquigas-Pata                   | 5 h 07 min 24 s |
| 2e | Lennie Kristensen   | Danemark    | Fakta                           | + 9 s           |
| 3e | Glenn Magnusson     | Suède       | Farm Frites                     | + 13 s          |
| 4e | Davide Rebellin     | Italie      | Liquigas-Pata                   | + 19 s          |
| 5e | Peter Van Petegem   | Belgique    | Farm Frites                     | + 19 s          |
| 6e | Janek Tombak        | Estonie     | Cofidis-Le Crédit par Téléphone | + 19 s          |
| 7e | Bo Hamburger        | Danemark    | Memory Card-Jack & Jones        | + 19 s          |
| 8e | Olaf Pollack        | Allemagne   | Gerolsteiner                    | + 21 s          |
| 9e | Maximilian Sciandri | Royaume-Uni | Linda McCartney Cycling Team    | + 21 s          |
| 10e | Stephan Schreck     | Allemagne   | Deutsche Telekom                | + 22 s          |

### 2eétape
La deuxième étape s'est déroulée le  de  à , sur une distance de km.
| \| Classement de l'étape \| Classement de l'étape \| Classement de l'étape \| Classement de l'étape \| Classement de l'étape \| \| Coureur \| Coureur \| Pays \| Équipe \| Temps \| \| --------------------- \| --------------------- \| --------------------- \| ------------------------ \| --------------------- \| \| 1er \| Lars Michaelsen \| Danemark \| Danemark \| 4 h 14 min 44 s \| \| 2e \| Stéphane Barthe \| France \| AG2R Prévoyance \| + 0 s \| \| 3e \| Peter Van Petegem \| Belgique \| Farm Frites \| + 0 s \| \| 4e \| Olaf Pollack \| Allemagne \| Gerolsteiner \| + 0 s \| \| 5e \| Davide Rebellin \| Italie \| Liquigas-Pata \| + 0 s \| \| 6e \| Bo Hamburger \| Danemark \| Memory Card-Jack & Jones \| + 0 s \| \| 7e \| Gianni Faresin \| Italie \| Mapei-Quick Step \| + 0 s \| \| 8e \| Andreas Klöden \| Allemagne \| Deutsche Telekom \| + 0 s \| \| 9e \| Michael Blaudzun \| Danemark \| Memory Card-Jack & Jones \| + 0 s \| \| 10e \| Martin Rittsel \| Suède \| Memory Card-Jack & Jones \| + 0 s \| |                   |           |                          |                 |
| |                   |           |                          |                 |
| |                   |           |                          |                 |
| Classement de l'étape |                   |           |                          |                 |
| Coureur | Coureur           | Pays      | Équipe                   | Temps           |
| 1er | Lars Michaelsen   | Danemark  | Danemark                 | 4 h 14 min 44 s |
| 2e | Stéphane Barthe   | France    | AG2R Prévoyance          | + 0 s           |
| 3e | Peter Van Petegem | Belgique  | Farm Frites              | + 0 s           |
| 4e | Olaf Pollack      | Allemagne | Gerolsteiner             | + 0 s           |
| 5e | Davide Rebellin   | Italie    | Liquigas-Pata            | + 0 s           |
| 6e | Bo Hamburger      | Danemark  | Memory Card-Jack & Jones | + 0 s           |
| 7e | Gianni Faresin    | Italie    | Mapei-Quick Step         | + 0 s           |
| 8e | Andreas Klöden    | Allemagne | Deutsche Telekom         | + 0 s           |
| 9e | Michael Blaudzun  | Danemark  | Memory Card-Jack & Jones | + 0 s           |
| 10e | Martin Rittsel    | Suède     | Memory Card-Jack & Jones | + 0 s           |

| \| Classement général \| Classement général \| Classement général \| Classement général \| Classement général \| \| Coureur \| Coureur \| Pays \| Équipe \| Temps \| \| ------------------ \| ------------------ \| ------------------ \| ------------------------------- \| ------------------ \| \| 1er \| Lennie Kristensen \| Danemark \| Fakta \| + 9 h 22 min 18 s \| \| 2e \| Lars Michaelsen \| Danemark \| Danemark \| + 4 s \| \| 3e \| Peter Van Petegem \| Belgique \| Farm Frites \| + 5 s \| \| 4e \| Stéphane Barthe \| France \| AG2R Prévoyance \| + 8 s \| \| 5e \| Davide Rebellin \| Italie \| Liquigas-Pata \| + 9 s \| \| 6e \| Bo Hamburger \| Danemark \| Memory Card-Jack & Jones \| + 9 s \| \| 7e \| Janek Tombak \| Estonie \| Cofidis-Le Crédit par Téléphone \| + 9 s \| \| 8e \| Olaf Pollack \| Allemagne \| Gerolsteiner \| + 11 s \| \| 9e \| Andreas Klöden \| Allemagne \| Deutsche Telekom \| + 14 s \| \| 10e \| Michael Blaudzun \| Danemark \| Memory Card-Jack & Jones \| + 14 s \| |                   |           |                                 |                   |
| |                   |           |                                 |                   |
| |                   |           |                                 |                   |
| Classement général |                   |           |                                 |                   |
| Coureur | Coureur           | Pays      | Équipe                          | Temps             |
| 1er | Lennie Kristensen | Danemark  | Fakta                           | + 9 h 22 min 18 s |
| 2e | Lars Michaelsen   | Danemark  | Danemark                        | + 4 s             |
| 3e | Peter Van Petegem | Belgique  | Farm Frites                     | + 5 s             |
| 4e | Stéphane Barthe   | France    | AG2R Prévoyance                 | + 8 s             |
| 5e | Davide Rebellin   | Italie    | Liquigas-Pata                   | + 9 s             |
| 6e | Bo Hamburger      | Danemark  | Memory Card-Jack & Jones        | + 9 s             |
| 7e | Janek Tombak      | Estonie   | Cofidis-Le Crédit par Téléphone | + 9 s             |
| 8e | Olaf Pollack      | Allemagne | Gerolsteiner                    | + 11 s            |
| 9e | Andreas Klöden    | Allemagne | Deutsche Telekom                | + 14 s            |
| 10e | Michael Blaudzun  | Danemark  | Memory Card-Jack & Jones        | + 14 s            |

### 3eétape
La troisième étape s'est déroulée le  de [[]] à [[]], sur une distance de km.
| \| Classement de l'étape \| Classement de l'étape \| Classement de l'étape \| Classement de l'étape \| Classement de l'étape \| \| Coureur \| Coureur \| Pays \| Équipe \| Temps \| \| --------------------- \| --------------------- \| --------------------- \| ------------------------------- \| --------------------- \| \| 1er \| Geert Van Bondt \| Belgique \| Farm Frites \| 4 h 18 min 16 s \| \| 2e \| Rolf Sørensen \| Danemark \| Rabobank \| + 0 s \| \| 3e \| Marco Zanotti \| Italie \| Liquigas-Pata \| + 1 min 48 s \| \| 4e \| Crescenzo D'Amore \| Italie \| Mapei-Quick Step \| + 1 min 48 s \| \| 5e \| Olaf Pollack \| Allemagne \| Gerolsteiner \| + 1 min 48 s \| \| 6e \| Danilo Hondo \| Allemagne \| Deutsche Telekom \| + 1 min 48 s \| \| 7e \| Jaan Kirsipuu \| Estonie \| AG2R Prévoyance \| + 1 min 48 s \| \| 8e \| Janek Tombak \| Estonie \| Cofidis-Le Crédit par Téléphone \| + 1 min 48 s \| \| 9e \| Aart Vierhouten \| Pays-Bas \| Rabobank \| + 1 min 48 s \| \| 10e \| Ciarán Power \| Irlande \| Linda McCartney Cycling Team \| + 1 min 48 s \| |                   |           |                                 |                 |
| |                   |           |                                 |                 |
| |                   |           |                                 |                 |
| Classement de l'étape |                   |           |                                 |                 |
| Coureur | Coureur           | Pays      | Équipe                          | Temps           |
| 1er | Geert Van Bondt   | Belgique  | Farm Frites                     | 4 h 18 min 16 s |
| 2e | Rolf Sørensen     | Danemark  | Rabobank                        | + 0 s           |
| 3e | Marco Zanotti     | Italie    | Liquigas-Pata                   | + 1 min 48 s    |
| 4e | Crescenzo D'Amore | Italie    | Mapei-Quick Step                | + 1 min 48 s    |
| 5e | Olaf Pollack      | Allemagne | Gerolsteiner                    | + 1 min 48 s    |
| 6e | Danilo Hondo      | Allemagne | Deutsche Telekom                | + 1 min 48 s    |
| 7e | Jaan Kirsipuu     | Estonie   | AG2R Prévoyance                 | + 1 min 48 s    |
| 8e | Janek Tombak      | Estonie   | Cofidis-Le Crédit par Téléphone | + 1 min 48 s    |
| 9e | Aart Vierhouten   | Pays-Bas  | Rabobank                        | + 1 min 48 s    |
| 10e | Ciarán Power      | Irlande   | Linda McCartney Cycling Team    | + 1 min 48 s    |

| \| Classement général \| Classement général \| Classement général \| Classement général \| Classement général \| \| Coureur \| Coureur \| Pays \| Équipe \| Temps \| \| ------------------ \| ------------------ \| ------------------ \| ------------------------------- \| ------------------ \| \| 1er \| Rolf Sørensen \| Danemark \| Rabobank \| 13 h 41 min 57 s \| \| 2e \| Lennie Kristensen \| Danemark \| Fakta \| + 25 s \| \| 3e \| Lars Michaelsen \| Danemark \| Danemark \| + 29 s \| \| 4e \| Peter Van Petegem \| Belgique \| Farm Frites \| + 30 s \| \| 5e \| Stéphane Barthe \| France \| AG2R Prévoyance \| + 33 s \| \| 6e \| Janek Tombak \| Estonie \| Cofidis-Le Crédit par Téléphone \| + 34 s \| \| 7e \| Bo Hamburger \| Danemark \| Memory Card-Jack & Jones \| + 34 s \| \| 8e \| Davide Rebellin \| Italie \| Liquigas-Pata \| + 34 s \| \| 9e \| Olaf Pollack \| Allemagne \| Gerolsteiner \| + 36 s \| \| 10e \| Pascal Richard \| Suisse \| Linda McCartney Cycling Team \| + 39 s \| |                   |           |                                 |                  |
| |                   |           |                                 |                  |
| |                   |           |                                 |                  |
| Classement général |                   |           |                                 |                  |
| Coureur | Coureur           | Pays      | Équipe                          | Temps            |
| 1er | Rolf Sørensen     | Danemark  | Rabobank                        | 13 h 41 min 57 s |
| 2e | Lennie Kristensen | Danemark  | Fakta                           | + 25 s           |
| 3e | Lars Michaelsen   | Danemark  | Danemark                        | + 29 s           |
| 4e | Peter Van Petegem | Belgique  | Farm Frites                     | + 30 s           |
| 5e | Stéphane Barthe   | France    | AG2R Prévoyance                 | + 33 s           |
| 6e | Janek Tombak      | Estonie   | Cofidis-Le Crédit par Téléphone | + 34 s           |
| 7e | Bo Hamburger      | Danemark  | Memory Card-Jack & Jones        | + 34 s           |
| 8e | Davide Rebellin   | Italie    | Liquigas-Pata                   | + 34 s           |
| 9e | Olaf Pollack      | Allemagne | Gerolsteiner                    | + 36 s           |
| 10e | Pascal Richard    | Suisse    | Linda McCartney Cycling Team    | + 39 s           |

### 4eétapea
La quatrième étape a s'est déroulée le  de [[]] à [[]], sur une distance de km.
| \| Classement de l'étape \| Classement de l'étape \| Classement de l'étape \| Classement de l'étape \| Classement de l'étape \| \| Coureur \| Coureur \| Pays \| Équipe \| Temps \| \| --------------------- \| --------------------- \| --------------------- \| ---------------------- \| --------------------- \| \| 1er \| Marco Zanotti \| Italie \| Liquigas-Pata \| 2 h 25 min 59 s \| \| 2e \| Danilo Hondo \| Allemagne \| Deutsche Telekom \| + 0 s \| \| 3e \| Karel Vereecke \| Belgique \| Vlaanderen 2002 \| + 0 s \| \| 4e \| Nicola Chesini \| Italie \| Mapei-Quick Step \| + 0 s \| \| 5e \| Jans Koerts \| Pays-Bas \| Farm Frites \| + 0 s \| \| 6e \| Jaan Kirsipuu \| Estonie \| AG2R Prévoyance \| + 0 s \| \| 7e \| Lauri Aus \| Estonie \| AG2R Prévoyance \| + 0 s \| \| 8e \| Aliaksandr Usau \| Biélorussie \| Phonak Hearing Systems \| + 0 s \| \| 9e \| Martin Kryger \| Royaume du Danemark \| Fakta \| + 0 s \| \| 10e \| Henrik Simper \| Royaume du Danemark \| \| + 0 s \| |                 |                     |                        |                 |
| |                 |                     |                        |                 |
| |                 |                     |                        |                 |
| Classement de l'étape |                 |                     |                        |                 |
| Coureur | Coureur         | Pays                | Équipe                 | Temps           |
| 1er | Marco Zanotti   | Italie              | Liquigas-Pata          | 2 h 25 min 59 s |
| 2e | Danilo Hondo    | Allemagne           | Deutsche Telekom       | + 0 s           |
| 3e | Karel Vereecke  | Belgique            | Vlaanderen 2002        | + 0 s           |
| 4e | Nicola Chesini  | Italie              | Mapei-Quick Step       | + 0 s           |
| 5e | Jans Koerts     | Pays-Bas            | Farm Frites            | + 0 s           |
| 6e | Jaan Kirsipuu   | Estonie             | AG2R Prévoyance        | + 0 s           |
| 7e | Lauri Aus       | Estonie             | AG2R Prévoyance        | + 0 s           |
| 8e | Aliaksandr Usau | Biélorussie         | Phonak Hearing Systems | + 0 s           |
| 9e | Martin Kryger   | Royaume du Danemark | Fakta                  | + 0 s           |
| 10e | Henrik Simper   | Royaume du Danemark |                        | + 0 s           |

| \| Classement général \| Classement général \| Classement général \| Classement général \| Classement général \| \| Coureur \| Coureur \| Pays \| Équipe \| Temps \| \| ------------------ \| ------------------- \| ------------------ \| ------------------------------- \| ------------------ \| \| 1er \| Rolf Sørensen \| Danemark \| Rabobank \| 16 h 07 min 56 s \| \| 2e \| Lennie Kristensen \| Danemark \| Fakta \| + 25 s \| \| 3e \| Lars Michaelsen \| Danemark \| Danemark \| + 29 s \| \| 4e \| Stéphane Barthe \| France \| AG2R Prévoyance \| + 30 s \| \| 5e \| Peter Van Petegem \| Belgique \| Farm Frites \| + 30 s \| \| 6e \| Janek Tombak \| Estonie \| Cofidis-Le Crédit par Téléphone \| + 34 s \| \| 7e \| Olaf Pollack \| Allemagne \| Gerolsteiner \| + 34 s \| \| 8e \| Bo Hamburger \| Danemark \| Memory Card-Jack & Jones \| + 34 s \| \| 9e \| Davide Rebellin \| Italie \| Liquigas-Pata \| + 34 s \| \| 10e \| Alexandre Botcharov \| Russie \| AG2R Prévoyance \| + 39 s \| |                     |           |                                 |                  |
| |                     |           |                                 |                  |
| |                     |           |                                 |                  |
| Classement général |                     |           |                                 |                  |
| Coureur | Coureur             | Pays      | Équipe                          | Temps            |
| 1er | Rolf Sørensen       | Danemark  | Rabobank                        | 16 h 07 min 56 s |
| 2e | Lennie Kristensen   | Danemark  | Fakta                           | + 25 s           |
| 3e | Lars Michaelsen     | Danemark  | Danemark                        | + 29 s           |
| 4e | Stéphane Barthe     | France    | AG2R Prévoyance                 | + 30 s           |
| 5e | Peter Van Petegem   | Belgique  | Farm Frites                     | + 30 s           |
| 6e | Janek Tombak        | Estonie   | Cofidis-Le Crédit par Téléphone | + 34 s           |
| 7e | Olaf Pollack        | Allemagne | Gerolsteiner                    | + 34 s           |
| 8e | Bo Hamburger        | Danemark  | Memory Card-Jack & Jones        | + 34 s           |
| 9e | Davide Rebellin     | Italie    | Liquigas-Pata                   | + 34 s           |
| 10e | Alexandre Botcharov | Russie    | AG2R Prévoyance                 | + 39 s           |

### 4eétapeb
La quatrième étape b s'est déroulée le  de [[]] à [[]], sur une distance de km.
| \| Classement de l'étape \| Classement de l'étape \| Classement de l'étape \| Classement de l'étape \| Classement de l'étape \| \| Coureur \| Coureur \| Pays \| Équipe \| Temps \| \| --------------------- \| --------------------- \| --------------------- \| ------------------------------- \| --------------------- \| \| 1er \| Artūras Kasputis \| Lituanie \| AG2R Prévoyance \| 19 min 51 s \| \| 2e \| Michael Rich \| Allemagne \| Gerolsteiner \| + 5 s \| \| 3e \| Andreas Klöden \| Allemagne \| Deutsche Telekom \| + 9 s \| \| 4e \| Dainis Ozols \| Lettonie \| Mat Ceresit CCC \| + 17 s \| \| 5e \| Rolf Sørensen \| Danemark \| Rabobank \| + 18 s \| \| 6e \| Gilles Maignan \| France \| AG2R Prévoyance \| + 26 s \| \| 7e \| Damien Pommereau \| France \| Cofidis-Le Crédit par Téléphone \| + 27 s \| \| 8e \| Philippe Gaumont \| France \| Cofidis-Le Crédit par Téléphone \| + 29 s \| \| 9e \| Lauri Aus \| Estonie \| AG2R Prévoyance \| + 31 s \| \| 10e \| Gianni Faresin \| Italie \| Mapei-Quick Step \| + 37 s \| |                  |           |                                 |             |
| |                  |           |                                 |             |
| |                  |           |                                 |             |
| Classement de l'étape |                  |           |                                 |             |
| Coureur | Coureur          | Pays      | Équipe                          | Temps       |
| 1er | Artūras Kasputis | Lituanie  | AG2R Prévoyance                 | 19 min 51 s |
| 2e | Michael Rich     | Allemagne | Gerolsteiner                    | + 5 s       |
| 3e | Andreas Klöden   | Allemagne | Deutsche Telekom                | + 9 s       |
| 4e | Dainis Ozols     | Lettonie  | Mat Ceresit CCC                 | + 17 s      |
| 5e | Rolf Sørensen    | Danemark  | Rabobank                        | + 18 s      |
| 6e | Gilles Maignan   | France    | AG2R Prévoyance                 | + 26 s      |
| 7e | Damien Pommereau | France    | Cofidis-Le Crédit par Téléphone | + 27 s      |
| 8e | Philippe Gaumont | France    | Cofidis-Le Crédit par Téléphone | + 29 s      |
| 9e | Lauri Aus        | Estonie   | AG2R Prévoyance                 | + 31 s      |
| 10e | Gianni Faresin   | Italie    | Mapei-Quick Step                | + 37 s      |

| \| Classement général \| Classement général \| Classement général \| Classement général \| Classement général \| \| Coureur \| Coureur \| Pays \| Équipe \| Temps \| \| ------------------ \| ------------------ \| ------------------ \| ------------------------ \| ------------------ \| \| 1er \| Rolf Sørensen \| Danemark \| Rabobank \| 16 h 28 min 05 s \| \| 2e \| Andreas Klöden \| Allemagne \| Deutsche Telekom \| + 30 s \| \| 3e \| Stéphane Barthe \| France \| AG2R Prévoyance \| + 50 s \| \| 4e \| Peter Van Petegem \| Belgique \| Farm Frites \| + 56 s \| \| 5e \| Lennie Kristensen \| Danemark \| Fakta \| + 56 s \| \| 6e \| Gianni Faresin \| Italie \| Mapei-Quick Step \| + 58 s \| \| 7e \| Olaf Pollack \| Allemagne \| Gerolsteiner \| + 1 min 00 s \| \| 8e \| Martin Rittsel \| Suède \| Memory Card-Jack & Jones \| + 1 min 10 s \| \| 9e \| Michael Blaudzun \| Danemark \| Memory Card-Jack & Jones \| + 1 min 16 s \| \| 10e \| Davide Rebellin \| Italie \| Liquigas-Pata \| + 1 min 40 s \| |                   |           |                          |                  |
| |                   |           |                          |                  |
| |                   |           |                          |                  |
| Classement général |                   |           |                          |                  |
| Coureur | Coureur           | Pays      | Équipe                   | Temps            |
| 1er | Rolf Sørensen     | Danemark  | Rabobank                 | 16 h 28 min 05 s |
| 2e | Andreas Klöden    | Allemagne | Deutsche Telekom         | + 30 s           |
| 3e | Stéphane Barthe   | France    | AG2R Prévoyance          | + 50 s           |
| 4e | Peter Van Petegem | Belgique  | Farm Frites              | + 56 s           |
| 5e | Lennie Kristensen | Danemark  | Fakta                    | + 56 s           |
| 6e | Gianni Faresin    | Italie    | Mapei-Quick Step         | + 58 s           |
| 7e | Olaf Pollack      | Allemagne | Gerolsteiner             | + 1 min 00 s     |
| 8e | Martin Rittsel    | Suède     | Memory Card-Jack & Jones | + 1 min 10 s     |
| 9e | Michael Blaudzun  | Danemark  | Memory Card-Jack & Jones | + 1 min 16 s     |
| 10e | Davide Rebellin   | Italie    | Liquigas-Pata            | + 1 min 40 s     |

### 5eétape
La cinquième étape s'est déroulée le  de [[]] à [[]], sur une distance de km.
| \| Classement de l'étape \| Classement de l'étape \| Classement de l'étape \| Classement de l'étape \| Classement de l'étape \| \| Coureur \| Coureur \| Pays \| Équipe \| Temps \| \| --------------------- \| --------------------- \| --------------------- \| ---------------------- \| --------------------- \| \| 1er \| Jaan Kirsipuu \| Estonie \| AG2R Prévoyance \| 3 h 49 min 14 s \| \| 2e \| Marco Zanotti \| Italie \| Liquigas-Pata \| + 5 s \| \| 3e \| Aliaksandr Usau \| Biélorussie \| Phonak Hearing Systems \| + 5 s \| \| 4e \| Jans Koerts \| Pays-Bas \| Farm Frites \| + 5 s \| \| 5e \| Crescenzo D'Amore \| Italie \| Mapei-Quick Step \| + 5 s \| \| 6e \| Olaf Pollack \| Allemagne \| Gerolsteiner \| + 5 s \| \| 7e \| Karel Vereecke \| Belgique \| Vlaanderen 2002 \| + 5 s \| \| 8e \| Lauri Aus \| Estonie \| AG2R Prévoyance \| + 5 s \| \| 9e \| Joost Legtenberg \| Pays-Bas \| \| + 5 s \| \| 10e \| Lars Michaelsen \| Danemark \| La Française des jeux \| + 5 s \| |                   |             |                        |                 |
| |                   |             |                        |                 |
| |                   |             |                        |                 |
| Classement de l'étape |                   |             |                        |                 |
| Coureur | Coureur           | Pays        | Équipe                 | Temps           |
| 1er | Jaan Kirsipuu     | Estonie     | AG2R Prévoyance        | 3 h 49 min 14 s |
| 2e | Marco Zanotti     | Italie      | Liquigas-Pata          | + 5 s           |
| 3e | Aliaksandr Usau   | Biélorussie | Phonak Hearing Systems | + 5 s           |
| 4e | Jans Koerts       | Pays-Bas    | Farm Frites            | + 5 s           |
| 5e | Crescenzo D'Amore | Italie      | Mapei-Quick Step       | + 5 s           |
| 6e | Olaf Pollack      | Allemagne   | Gerolsteiner           | + 5 s           |
| 7e | Karel Vereecke    | Belgique    | Vlaanderen 2002        | + 5 s           |
| 8e | Lauri Aus         | Estonie     | AG2R Prévoyance        | + 5 s           |
| 9e | Joost Legtenberg  | Pays-Bas    |                        | + 5 s           |
| 10e | Lars Michaelsen   | Danemark    | La Française des jeux  | + 5 s           |

## Classements finals

### Classement général[1]
| \| Classement général \| Classement général \| Classement général \| Classement général \| Classement général \| \| Coureur \| Coureur \| Pays \| Équipe \| Temps \| \| ------------------ \| ------------------ \| ------------------ \| ------------------------ \| ------------------ \| \| 1er \| Rolf Sørensen \| Danemark \| Rabobank \| 20 h 18 min 24 s \| \| 2e \| Andreas Klöden \| Allemagne \| Deutsche Telekom \| + 30 s \| \| 3e \| Stéphane Barthe \| France \| AG2R Prévoyance \| + 44 s \| \| 4e \| Peter Van Petegem \| Belgique \| Farm Frites \| + 54 s \| \| 5e \| Lennie Kristensen \| Danemark \| Fakta \| + 56 s \| \| 6e \| Olaf Pollack \| Allemagne \| Gerolsteiner \| + 57 s \| \| 7e \| Gianni Faresin \| Italie \| Mapei-Quick Step \| + 58 s \| \| 8e \| Martin Rittsel \| Suède \| Memory Card-Jack & Jones \| + 1 min 10 s \| \| 9e \| Michael Blaudzun \| Danemark \| Memory Card-Jack & Jones \| + 1 min 16 s \| \| 10e \| Davide Rebellin \| Italie \| Liquigas-Pata \| + 1 min 40 s \| |                   |           |                          |                  |
| |                   |           |                          |                  |
| |                   |           |                          |                  |
| Classement général |                   |           |                          |                  |
| Coureur | Coureur           | Pays      | Équipe                   | Temps            |
| 1er | Rolf Sørensen     | Danemark  | Rabobank                 | 20 h 18 min 24 s |
| 2e | Andreas Klöden    | Allemagne | Deutsche Telekom         | + 30 s           |
| 3e | Stéphane Barthe   | France    | AG2R Prévoyance          | + 44 s           |
| 4e | Peter Van Petegem | Belgique  | Farm Frites              | + 54 s           |
| 5e | Lennie Kristensen | Danemark  | Fakta                    | + 56 s           |
| 6e | Olaf Pollack      | Allemagne | Gerolsteiner             | + 57 s           |
| 7e | Gianni Faresin    | Italie    | Mapei-Quick Step         | + 58 s           |
| 8e | Martin Rittsel    | Suède     | Memory Card-Jack & Jones | + 1 min 10 s     |
| 9e | Michael Blaudzun  | Danemark  | Memory Card-Jack & Jones | + 1 min 16 s     |
| 10e | Davide Rebellin   | Italie    | Liquigas-Pata            | + 1 min 40 s     |

| Classement par points | Classement par points | Classement par points | Classement par points | Classement par points |
| Coureur               | Coureur               | Pays                  | Équipe                | Points                |
| --------------------- | --------------------- | --------------------- | --------------------- | --------------------- |
| 1er                   | Marco Zanotti         | Italie                | Liquigas-Pata         | 41 pts                |
| 2e                    | Olaf Pollack          | Allemagne             | Gerolsteiner          | 38 pts                |
| 3e                    | Jaan Kirsipuu         | Estonie               | AG2R Prévoyance       | 30 pts                |
| 4e                    | Rolf Sørensen         | Danemark              | Rabobank              | 30 pts                |
| 5e                    | Stéphane Barthe       | France                | AG2R Prévoyance       | 29 pts                |
| 6e                    | Lauri Aus             | Estonie               | AG2R Prévoyance       | 24 pts                |
| 7e                    | Lars Michaelsen       | Danemark              | Danemark              | 24 pts                |
| 8e                    | Peter Van Petegem     | Belgique              | Farm Frites           | 22 pts                |
| 9e                    | Jans Koerts           | Pays-Bas              | Farm Frites           | 17 pts                |
| 10e                   | Crescenzo D'Amore     | Italie                | Mapei-Quick Step      | 17 pts                |

| Classement par points | Classement par points | Classement par points | Classement par points | Classement par points |
| Coureur               | Coureur               | Pays                  | Équipe                | Points                |
| --------------------- | --------------------- | --------------------- | --------------------- | --------------------- |
| 1er                   | Marco Zanotti         | Italie                | Liquigas-Pata         | 41 pts                |
| 2e                    | Olaf Pollack          | Allemagne             | Gerolsteiner          | 38 pts                |
| 3e                    | Jaan Kirsipuu         | Estonie               | AG2R Prévoyance       | 30 pts                |
| 4e                    | Rolf Sørensen         | Danemark              | Rabobank              | 30 pts                |
| 5e                    | Stéphane Barthe       | France                | AG2R Prévoyance       | 29 pts                |
| 6e                    | Lauri Aus             | Estonie               | AG2R Prévoyance       | 24 pts                |
| 7e                    | Lars Michaelsen       | Danemark              | Danemark              | 24 pts                |
| 8e                    | Peter Van Petegem     | Belgique              | Farm Frites           | 22 pts                |
| 9e                    | Jans Koerts           | Pays-Bas              | Farm Frites           | 17 pts                |
| 10e                   | Crescenzo D'Amore     | Italie                | Mapei-Quick Step      | 17 pts                |

| Classement de la montagne | Classement de la montagne | Classement de la montagne | Classement de la montagne | Classement de la montagne |
| Coureur                   | Coureur                   | Pays                      | Équipe                    | Points                    |
| ------------------------- | ------------------------- | ------------------------- | ------------------------- | ------------------------- |
| 1er                       | Luca Paolini              | Italie                    | Mapei-Quick Step          | 23 pts                    |
| 2e                        | Rolf Sørensen             | Danemark                  | Rabobank                  | 20 pts                    |
| 3e                        | Michael Larsen            | Royaume du Danemark       |                           | 16 pts                    |
| 4e                        | Lauri Aus                 | Estonie                   | AG2R Prévoyance           | 11 pts                    |
| 5e                        | Geert Van Bondt           | Belgique                  | Farm Frites               | 10 pts                    |
| 6e                        | Frank Høj                 | Danemark                  | La Française des jeux     | 10 pts                    |
| 7e                        | Lennie Kristensen         | Danemark                  | Fakta                     | 7 pts                     |
| 8e                        | Bo Hamburger              | Danemark                  | Memory Card-Jack & Jones  | 4 pts                     |
| 9e                        | Gianni Faresin            | Italie                    | Mapei-Quick Step          | 3 pts                     |
| 10e                       | Davide Rebellin           | Italie                    | Liquigas-Pata             | 3 pts                     |

| Classement de la montagne | Classement de la montagne | Classement de la montagne | Classement de la montagne | Classement de la montagne |
| Coureur                   | Coureur                   | Pays                      | Équipe                    | Points                    |
| ------------------------- | ------------------------- | ------------------------- | ------------------------- | ------------------------- |
| 1er                       | Luca Paolini              | Italie                    | Mapei-Quick Step          | 23 pts                    |
| 2e                        | Rolf Sørensen             | Danemark                  | Rabobank                  | 20 pts                    |
| 3e                        | Michael Larsen            | Royaume du Danemark       |                           | 16 pts                    |
| 4e                        | Lauri Aus                 | Estonie                   | AG2R Prévoyance           | 11 pts                    |
| 5e                        | Geert Van Bondt           | Belgique                  | Farm Frites               | 10 pts                    |
| 6e                        | Frank Høj                 | Danemark                  | La Française des jeux     | 10 pts                    |
| 7e                        | Lennie Kristensen         | Danemark                  | Fakta                     | 7 pts                     |
| 8e                        | Bo Hamburger              | Danemark                  | Memory Card-Jack & Jones  | 4 pts                     |
| 9e                        | Gianni Faresin            | Italie                    | Mapei-Quick Step          | 3 pts                     |
| 10e                       | Davide Rebellin           | Italie                    | Liquigas-Pata             | 3 pts                     |

| Classement du meilleur jeune | Classement du meilleur jeune | Classement du meilleur jeune | Classement du meilleur jeune    | Classement du meilleur jeune |
| Coureur                      | Coureur                      | Pays                         | Équipe                          | Temps                        |
| ---------------------------- | ---------------------------- | ---------------------------- | ------------------------------- | ---------------------------- |
| 1er                          | Andreas Klöden               | Allemagne                    | Deutsche Telekom                | 20 h 17 min 54 s             |
| 2e                           | Alexandre Botcharov          | Russie                       | AG2R Prévoyance                 | + 1 min 23 s                 |
| 3e                           | Andreas Klier                | Allemagne                    | Farm Frites                     | + 1 min 54 s                 |
| 4e                           | Janek Tombak                 | Estonie                      | Cofidis-Le Crédit par Téléphone | + 2 min 04 s                 |
| 5e                           | Stephan Schreck              | Allemagne                    | Deutsche Telekom                | + 3 min 14 s                 |
| 6e                           | Aliaksandr Usau              | Biélorussie                  | Phonak Hearing Systems          | + 4 min 07 s                 |
| 7e                           | Mathew Hayman                | Australie                    | Rabobank                        | + 4 min 29 s                 |
| 8e                           | Nicki Sørensen               | Danemark                     | Fakta                           | + 6 min 02 s                 |
| 9e                           | Stig Dam                     | Royaume du Danemark          |                                 | + 7 min 24 s                 |
| 10e                          | David Derepas                | France                       | Phonak Hearing Systems          | + 7 min 38 s                 |

| Classement du meilleur jeune | Classement du meilleur jeune | Classement du meilleur jeune | Classement du meilleur jeune    | Classement du meilleur jeune |
| Coureur                      | Coureur                      | Pays                         | Équipe                          | Temps                        |
| ---------------------------- | ---------------------------- | ---------------------------- | ------------------------------- | ---------------------------- |
| 1er                          | Andreas Klöden               | Allemagne                    | Deutsche Telekom                | 20 h 17 min 54 s             |
| 2e                           | Alexandre Botcharov          | Russie                       | AG2R Prévoyance                 | + 1 min 23 s                 |
| 3e                           | Andreas Klier                | Allemagne                    | Farm Frites                     | + 1 min 54 s                 |
| 4e                           | Janek Tombak                 | Estonie                      | Cofidis-Le Crédit par Téléphone | + 2 min 04 s                 |
| 5e                           | Stephan Schreck              | Allemagne                    | Deutsche Telekom                | + 3 min 14 s                 |
| 6e                           | Aliaksandr Usau              | Biélorussie                  | Phonak Hearing Systems          | + 4 min 07 s                 |
| 7e                           | Mathew Hayman                | Australie                    | Rabobank                        | + 4 min 29 s                 |
| 8e                           | Nicki Sørensen               | Danemark                     | Fakta                           | + 6 min 02 s                 |
| 9e                           | Stig Dam                     | Royaume du Danemark          |                                 | + 7 min 24 s                 |
| 10e                          | David Derepas                | France                       | Phonak Hearing Systems          | + 7 min 38 s                 |

| Classement par équipes | Classement par équipes       | Classement par équipes | Classement par équipes |
| Équipe                 | Équipe                       | Pays                   | Temps                  |
| ---------------------- | ---------------------------- | ---------------------- | ---------------------- |
| 1re                    | Farm Frites                  | Pays-Bas               | 60 h 54 min 28 s       |
| 2e                     | Memory Card-Jack & Jones     | Danemark               | + 1 min 20 s           |
| 3e                     | Fakta                        | Danemark               | + 3 min 12 s           |
| 4e                     | Rabobank                     | Pays-Bas               | + 4 min 06 s           |
| 5e                     | Mapei-Quick Step             | Belgique               | + 4 min 10 s           |
| 6e                     | Deutsche Telekom             | Allemagne              | + 4 min 25 s           |
| 7e                     | Liquigas-Pata                | Italie                 | + 4 min 30 s           |
| 8e                     | AG2R Prévoyance              | France                 | + 5 min 33 s           |
| 9e                     | Linda McCartney Cycling Team | Royaume-Uni            | + 6 min 35 s           |
| 10e                    | Gerolsteiner                 | Allemagne              | + 7 min 08 s           |

| Classement par équipes | Classement par équipes       | Classement par équipes | Classement par équipes |
| Équipe                 | Équipe                       | Pays                   | Temps                  |
| ---------------------- | ---------------------------- | ---------------------- | ---------------------- |
| 1re                    | Farm Frites                  | Pays-Bas               | 60 h 54 min 28 s       |
| 2e                     | Memory Card-Jack & Jones     | Danemark               | + 1 min 20 s           |
| 3e                     | Fakta                        | Danemark               | + 3 min 12 s           |
| 4e                     | Rabobank                     | Pays-Bas               | + 4 min 06 s           |
| 5e                     | Mapei-Quick Step             | Belgique               | + 4 min 10 s           |
| 6e                     | Deutsche Telekom             | Allemagne              | + 4 min 25 s           |
| 7e                     | Liquigas-Pata                | Italie                 | + 4 min 30 s           |
| 8e                     | AG2R Prévoyance              | France                 | + 5 min 33 s           |
| 9e                     | Linda McCartney Cycling Team | Royaume-Uni            | + 6 min 35 s           |
| 10e                    | Gerolsteiner                 | Allemagne              | + 7 min 08 s           |

## Évolution des classements
| Étape            | Vainqueur        | Classement général | Classement par points | Classement de la montagne [[Fichier:\|20px\|class=noviewer\|]] | Classement du meilleur jeune | Classement par équipes |
| ---------------- | ---------------- | ------------------ | --------------------- | -------------------------------------------------------------- | ---------------------------- | ---------------------- |
| 1                | Denis Zanette    | Denis Zanette      | Denis Zanette         | Luca Paolini                                                   | Janek Tombak                 | Liquigas-Pata          |
| 2                | Lars Michaelsen  | Lennie Kristensen  | Lars Michaelsen       | Michael Larsen                                                 | Janek Tombak                 | Farm Frites            |
| 3                | Geert Van Bondt  | Rolf Sørensen      | Olaf Pollack          | Rolf Sørensen                                                  | Janek Tombak                 | Farm Frites            |
| 4 a              | Marco Zanotti    | Rolf Sørensen      | Marco Zanotti         | Rolf Sørensen                                                  | Janek Tombak                 | Farm Frites            |
| 4 b              | Arturas Kasputis | Rolf Sørensen      | Rolf Sørensen         | Rolf Sørensen                                                  | Andreas Klöden               | Farm Frites            |
| 5                | Jaan Kirsipuu    | Rolf Sørensen      | Marco Zanotti         | Luca Paolini                                                   | Andreas Klöden               | Farm Frites            |
| Classement final | Classement final | Rolf Sørensen      | Marco Zanotti         | Luca Paolini                                                   | Andreas Klöden               | Farm Frites            |

## Liste des participants
| Rabobank RAB | Rabobank RAB              | Rabobank RAB |
| ------------ | ------------------------- | ------------ |
| Num          | Coureur                   | Pos          |
| 1            | Rolf Sørensen (DEN)       | 1er          |
| 2            | Mathew Hayman (AUS)       | 25e          |
| 3            | Steven de Jongh (NED)     | 48e          |
| 4            | Richard Groenendaal (NED) | 54e          |
| 5            | Sven Nys (BEL)            | 71e          |
| 6            | Matthé Pronk (NED)        | 29e          |
| 7            | Aart Vierhouten (NED)     | 20e          |
| 8            | Beat Zberg (SUI)          |              |

| AG2R Prévoyance A2R | AG2R Prévoyance A2R       | AG2R Prévoyance A2R |
| ------------------- | ------------------------- | ------------------- |
| Num                 | Coureur                   | Pos                 |
| 11                  | Jaan Kirsipuu (EST)       | 65e                 |
| 12                  | Stéphane Barthe (FRA)     | 3e                  |
| 13                  | Lauri Aus (EST)           | 64e                 |
| 14                  | Laurent Estadieu (FRA)    | AB-5                |
| 15                  | Artūras Kasputis (LTU)    | AB-5                |
| 16                  | Gilles Maignan (FRA)      | AB-5                |
| 17                  | Innar Mändoja (EST)       | 44e                 |
| 18                  | Alexandre Botcharov (RUS) | 12e                 |

| Farm Frites FAR | Farm Frites FAR         | Farm Frites FAR |
| --------------- | ----------------------- | --------------- |
| Num             | Coureur                 | Pos             |
| 21              | Peter Van Petegem (BEL) | 4e              |
| 22              | Martin van Steen (NED)  | 58e             |
| 23              | Wim Vansevenant (BEL)   | AB-5            |
| 25              | Andreas Klier (GER)     | 17e             |
| 26              | Jans Koerts (NED)       | 42e             |
| 27              | Glenn Magnusson (SWE)   | AB-5            |
| 28              | Geert Van Bondt (BEL)   | AB-5            |

| Rabobank RAB | Rabobank RAB              | Rabobank RAB |
| ------------ | ------------------------- | ------------ |
| Num          | Coureur                   | Pos          |
| 1            | Rolf Sørensen (DEN)       | 1er          |
| 2            | Mathew Hayman (AUS)       | 25e          |
| 3            | Steven de Jongh (NED)     | 48e          |
| 4            | Richard Groenendaal (NED) | 54e          |
| 5            | Sven Nys (BEL)            | 71e          |
| 6            | Matthé Pronk (NED)        | 29e          |
| 7            | Aart Vierhouten (NED)     | 20e          |
| 8            | Beat Zberg (SUI)          |              |

| AG2R Prévoyance A2R | AG2R Prévoyance A2R       | AG2R Prévoyance A2R |
| ------------------- | ------------------------- | ------------------- |
| Num                 | Coureur                   | Pos                 |
| 11                  | Jaan Kirsipuu (EST)       | 65e                 |
| 12                  | Stéphane Barthe (FRA)     | 3e                  |
| 13                  | Lauri Aus (EST)           | 64e                 |
| 14                  | Laurent Estadieu (FRA)    | AB-5                |
| 15                  | Artūras Kasputis (LTU)    | AB-5                |
| 16                  | Gilles Maignan (FRA)      | AB-5                |
| 17                  | Innar Mändoja (EST)       | 44e                 |
| 18                  | Alexandre Botcharov (RUS) | 12e                 |

| Farm Frites FAR | Farm Frites FAR         | Farm Frites FAR |
| --------------- | ----------------------- | --------------- |
| Num             | Coureur                 | Pos             |
| 21              | Peter Van Petegem (BEL) | 4e              |
| 22              | Martin van Steen (NED)  | 58e             |
| 23              | Wim Vansevenant (BEL)   | AB-5            |
| 25              | Andreas Klier (GER)     | 17e             |
| 26              | Jans Koerts (NED)       | 42e             |
| 27              | Glenn Magnusson (SWE)   | AB-5            |
| 28              | Geert Van Bondt (BEL)   | AB-5            |